# ویکتور روبان
ویکتور روبان (اوکراینی: Віктор Геннадійович Рубан؛ زادهٔ ۲۴ مهٔ ۱۹۸۱) کماندار اهل اوکراین است.